# Inkakakadu
Der Inkakakadu (Lophochroa leadbeateri; Syn. Cacatua leadbeateri) gehört zur Familie der Kakadus. Er kommt mit zwei Unterarten in Australien vor. Sein Verbreitungsschwerpunkt liegt in New South Wales und Victoria. Bekannt ist der Vogel für sein vordergründig sehr zart gefärbtes Gefieder, das mit dem Aufrichten der Federhaube plötzlich um ein auffälliges Farbmuster erweitert wird.
Anders als Rosa- und Nacktaugenkakadu hat der Inka-Kakadu nicht von der zunehmenden Zahl an Viehtränken der australischen Weidewirtschaft profitiert. Inka-Kakadus reagieren empfindlich auf Abholzungen und sind in vielen landwirtschaftlich genutzten Zonen verschwunden, auch wenn die verbliebenen Waldinseln anderen Kakaduarten noch hinreichend Lebensraum bieten. Der Inkakakadu ist wegen seiner rückläufigen Bestandszahlen in allen australischen Bundesstaaten vollständig geschützt.

## Erscheinungsbild
Inkakakadus erreichen eine Körpergröße von 35 Zentimeter und wiegen zwischen 365 und 425 Gramm. Es sind damit verhältnismäßig kleine Kakadus. Ihr charakteristischstes Merkmal ist die mehrfarbige Haube, die nach vorne gebogen ist. Sie wird durch verlängerte Stirnfedern begrenzt. Die Flügel sind breit und rund. Der hornfarbene Schnabel ist für einen Kakadu proportional gesehen klein. 
Der Scheitel und die verlängerten Stirnfedern sind weiß. Die verlängerten Haubenfedern sind an ihrer Federbasis lachsfarben bis rosa, werden zur Mitte hin dunkler und sind fast scharlachrot. Sie sind von einem schmalen gelblichen Band unterbrochen und enden in einer breiten weißen Spitze. Der Kopf, die Körperunterseite und die Unterflügeldecken sind überwiegend altrosa. Die kleinen Unterflügeldecken, der Unterbauch, die Körperoberseite und die inneren Steuerfedern sind weiß. Die äußeren Schwungfedern und die Steuerfedern sind überwiegend weiß. Sie sind allerdings zur Federbasis hin sowie auf der Unterseite der Innenfarben ebenfalls blass altrosa. Die Iris ist dunkelbraun. Der unbefiederte Augenring ist weißlich; die Zehen sind von grauer Farbe. Die Weibchen sind wie die Männchen gefärbt, der gelbe Streifen in der Federhaube ist in der Regel etwas breiter. Die Iris ist bei den Weibchen eher von rötlichbrauner Farbe. Noch nicht geschlechtsreife Jungvögeln ähneln den adulten Vögeln, bei ihnen ist jedoch die Iris braun. 
Inkakakadus haben einen langsamen, bedächtig wirkenden Flug mit flachen, flatternden Flügelschlägen. Der Flug wird immer wieder durch kurze Gleitphasen unterbrochen. Sie fliegen nur selten in großer Höhe. Selbst längere Strecken werden gewöhnlich mit kurzen Flügen von Baum zu Baum durchgeführt. Während des Fluges ist die Federhaube eng angelegt. Beim Landen wird sie dagegen gespreizt. Während des Fluges fallen insbesondere die Körperunterseiten auf, die je nach Sonnenstand in unterschiedlichsten Rottönen leuchten. Der Kontaktruf, der von fliegenden Inka-Kakadus zu hören ist, ist ein dreisilbiges, zitterndes kriiiek-kri-kriiiee. Sie rufen diesen Laut mit einem Abstand von etwa einer Minute. Sind Inka-Kakadus beunruhigt, verkürzt sich der Abstand zwischen den Rufen.

## Verbreitungsgebiet

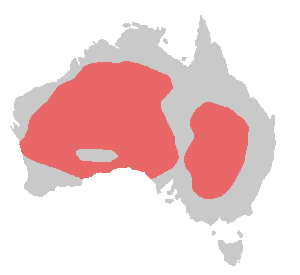
Verbreitungskarte des Inkakakadus

Inkakakadus sind im ariden und semiariden Landesinneren von Australien verbreitet. Die Nominatform Lophochroa leadbeateri leadbeateri (Vigors, 1831) kommt vom Südwesten Queenslands und dem Westen von New South Wales bis in den Nordwesten des australischen Bundesstaates Victoria und dem mittleren Osten von South Australia vor. Die Unterart Lophochroa leadbeateri molli (Mathews, 1912), die sich von der Nominatform vor allem dadurch unterscheidet, dass das gelbe Band der Federhaube schmaler ist oder sogar ganz fehlt, kommt im westlichen und zentralen Landesinneren von Australien vor.
Abhängig von der Verfügbarkeit von Nahrung und Wasser zeigen Inkakakadu-Schwärme Wanderbewegungen. Besonders ausgeprägt sind diese bei Schwärmen, die sich aus noch nicht geschlechtsreifen Jungvögeln sowie nichtbrütenden Adulten zusammensetzen. Sie ziehen durchschnittlich über eine Fläche von 300 Quadratkilometer. Bei langanhaltenden Dürreperioden dehnen sich diese Wanderbewegungen aus. Die Schwärme werden tendenziell größer. In dieser Zeit dringen sie gelegentlich auch in Regionen vor, in denen sie normalerweise nicht vorkommen.

## Lebensraum
Inkakakadus nutzen eine große Bandbreite baumbestandener Lebensräume in ariden und semiariden Zonen. Sie präferieren dabei Lebensräume, die entweder mit Callitris und Eukalyptus bestanden sind oder solche mit einem Bestand an Allocasuarina und Eukalyptus. Sie finden sich aber außerdem in Regionen mit Akazien-Buschland sowie Grasland mit nur geringem Baumbewuchs. Limitierender Faktor ihrer Verbreitung ist in vielen Regionen der Zugang zu Süßwasser.
Inkakakadus haben anfänglich von der Besiedelung des australischen Kontinents durch europäische Siedler profitiert. Die Anlage von Viehtränken, in denen ganzjährig Süßwasser zu finden waren, hat zunächst dazu geführt, dass ihre Zahl steigen konnte. Die mit der Besiedelung aber auch einhergehende Abholzung des Baumbestandes hat diesen Effekt jedoch aufgehoben und vielerorts dazu geführt, dass die Populationszahlen an Inkakakadus rückläufig sind. Dies unterscheidet sie von anderen australischen Kakaduarten wie etwa dem Rosakakadu und dem Nacktaugenkakadu. Diese beiden Arten können auf kleinflächig zerstreuten Waldinseln inmitten von landwirtschaftlichen Anbauflächen gut überleben. Während Rosakakadus aber halbkolonial brüten und einen geringen Nisthöhlenabstand hinnehmen, brüten Inkakakadus nicht in unmittelbarer Nähe zueinander. Sie begeben sich jedoch in Sozialverbänden auf Nahrungssuche. Sie ziehen sich daher aus weitgehend flurbereinigten Regionen zurück. Einige Ornithologen vermuten außerdem, dass Inka-Kakadus, die gewöhnlich selbst längere Strecken durch kurze Flüge zwischen Baumgruppen überwinden, auch wegen ihrer Vermeidung von Flügen über offenes, baumlosen Land aus stark agrarisch genutzten Regionen verschwunden sind.

## Verhalten

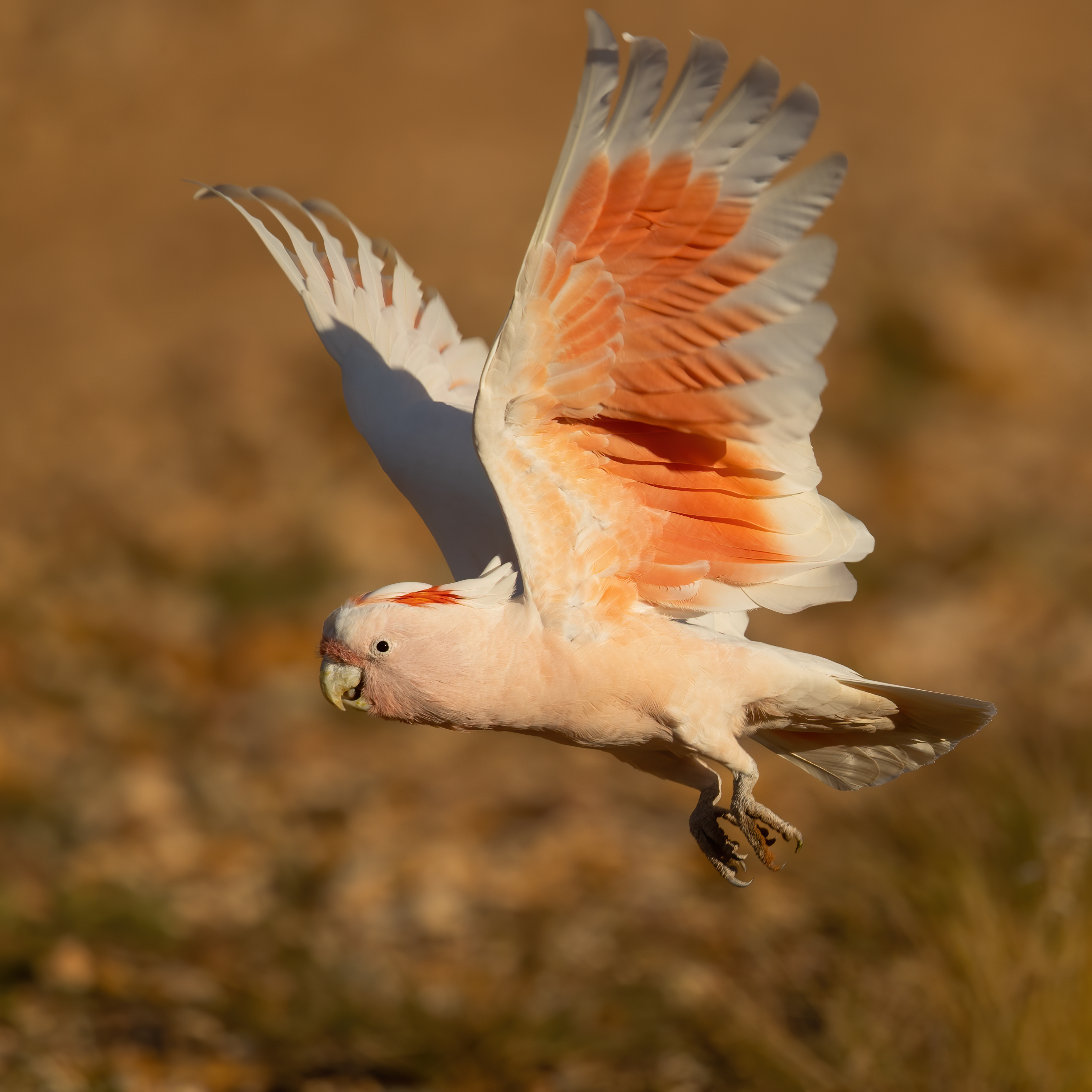
Inkakakadu im Flug

Die kleinste soziale Einheit der Inkakakadus ist ein Paar. Inkakakadus sind wie viele andere Kakaduarten monogam. Eine einmal eingegangene Paarbindung endet in der Regel erst mit dem Tod eines der Partner. Inka-Kakadus gehen jedoch darüber hinaus eine soziale Bindung mit anderen Artgenossen ein. Bei Inka-Kakadus ist diese ohne Frage loser als beispielsweise bei Rosakakadus, die halbkolonial brüten und bei denen der Abstand der Nisthöhlen im Durchschnitt ca. 50 Meter beträgt. Bei den Inkakadus ist dieser Abstand deutlich größer. Trotzdem begeben sich Inkakakadus bevorzugt in Schwärmen auf Nahrungssuche. Sie ignorieren dabei sogar manchmal geeignete Nahrungsgründe in der Nähe ihrer Nisthöhle und fliegen mehrere Kilometer weit, um sich mit anderen Inkakakadus zusammenzuschließen. Untersuchungen an der Peripherie der Wheatbelt Region in Western Australia haben gezeigt, dass Schwärme, die sich aus etablierten Brutpaaren zusammensetzt, verhältnismäßig ortstreu sind und über Jahre immer wieder dieselben Nahrungsgründe aufsuchen. Schwärme, die sich aus jungen, noch nicht geschlechtsreifen Inkakakadus sowie nichtbrütenden adulten Kakadus zusammensetzen, sind mobiler. Beide Schwärme schließen sich gelegentlich auch zusammen und führen dann zu den mehreren hundert Individuen umfassenden Schwärmen, die gelegentlich beobachtet werden. Der größte, belegte Schwarm an Inkakakadus umfasste 530 Inkakakadus. Er wurde am 15. Juli 1978 in der Nähe des Pink Lake State Parks im Nordwesten des australischen Bundesstaates Victoria beobachtet. Die Kakadus fanden sich dort gemeinsam mit Rosakakadus ein, um Cucumis myriocarpus, einer in Australien eingeführten Melonenart, zu fressen. In der Regel gelten aber bereits Schwärme, die mehr als vierzig oder fünfzig Tiere umfassen, als ungewöhnlich groß.
Inka-Kakadus sind tagaktive Vögel. Sie verbringen außerhalb der Brutzeit die Nacht gemeinsam in ihrem Schwarm in der Nähe der Futterstellen. Ihre Nahrungsaufnahme hat einen ersten Höhepunkt in den ersten Stunden nach Sonnenaufgang. Sie verbringen die heißesten Stunden des Tages in Baumkronen, wo sie im Schatten des Blätterwerks Schutz vor der Sonne suchen. Verpaarte Inka-Kakadus sitzen dabei häufig sehr dicht beieinander und beknabbern gegenseitig das Gefieder. Unverpaarte Vögel halten einen Abstand von etwa 20 bis 30 Zentimeter vom nächsten Artgenossen ein. Typisch für Inkakakadus ist auch, dass sie innerhalb ihres Futterschwarmes ausgesprochen angriffslustig sind und ihre Nahrung gegenüber Artgenossen verteidigen. Dabei werden die Haubenfedern immer wieder aufgestellt.
Inkakakadus gelten zwar als nicht ganz so verspielt wie Rosakakadus. Sie zeigen aber auch spielerisches Verhalten wie beispielsweise schnelle Flüge durch Braumkronen oder zwischen Bäumen hindurch. Sie haben ein Wachsystem. In einem Schwarm von Vögeln beobachtet mindestens ein Vogel die Umgebung. Das Aufstellen der Haube drückt häufig die Stimmung aus. Sie wird gesträubt, wenn sich beide Partner begrüßen, wenn er den Besitzanspruch auf eine Höhle verdeutlichen möchte oder wenn der Vogel beunruhigt ist. Wie viele andere Kakadus spreizen Inka-Kakadus die Haube aber auch dann, wenn sie an ihrem Zielort landen.

## Nahrung
Zum Nahrungsspektrum der Inkakakadus zählen Grassamen und Samen krautiger Pflanzen, Nüsse, Früchte, Beeren, Blüten, Wurzeln, Blattknospen sowie Insekten und deren Larven. Der Anteil der Nahrung, die Inkakakadus auf Bäumen finden, ist größer als beim Rosa- und Nacktaugenkakadu. Inkakakadus suchen auch gerne nach Weizenkörnern auf abgeernteten Früchten. Sie suchen aber auch gerne reife Weizenfelder auf, die noch nicht abgeerntet sind und können dann beträchtlichen Schaden anrichten. Grundsätzlich ist das Spektrum der Nahrungspflanzen, die Inkakakadus auch im Vergleich zu anderen Kakaduarten sehr groß. Mit ihren sehr kräftigen Schnäbeln sind sie auch in der Lage, die hartschaligen Früchte der Schraubenbäume aufzubrechen. Sie brechen auch die Äste von Eukalyptus- und Akazienbäumen auf, um an holzbohrende Insekten zu gelangen.

## Fortpflanzung

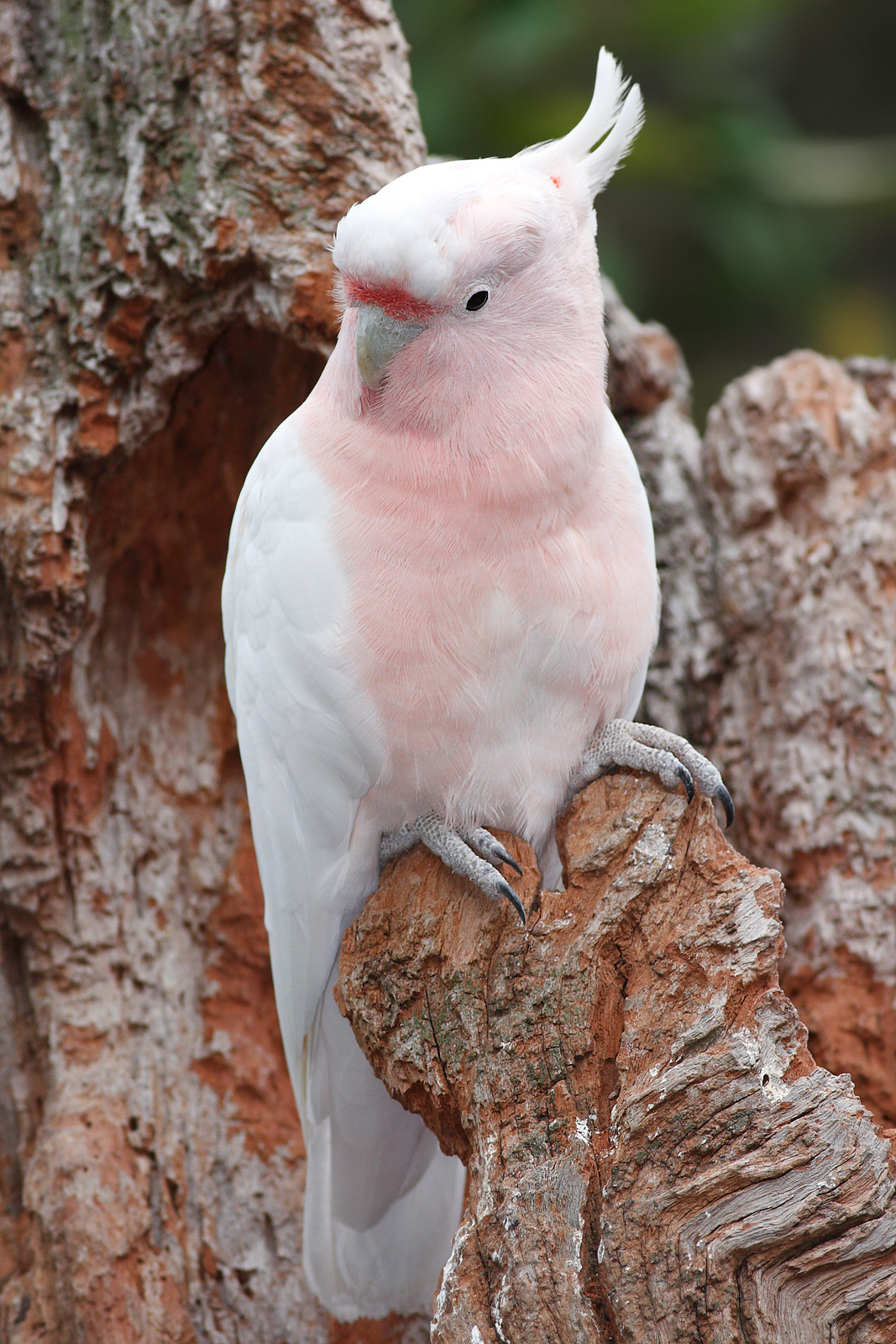
Inkakakadu

Die Weibchen der Inkakakadus legen in der Regel in ihrem zweiten Lebensjahr erstmals ein Gelege. Die Bindung an einen Partner beginnt aber bereits nach Vollendung des ersten Lebensjahres und findet gewöhnlich innerhalb der Schwärme herumziehender Jungvögel statt. Männchen sind in der Regel im dritten Lebensjahr fortpflanzungsfähig.
Inkakakadus sind Höhlenbrüter. Ungewöhnlich für Kakadus ist die große Entfernung der Nisthöhle zur nächsten. Im Schnitt beträgt der Abstand 2,4 Kilometer. In näher untersuchten Gebieten waren die Bruthöhlen immer mindestens ein Kilometer voneinander entfernt. Die Untersuchungsergebnisse weisen auch darauf hin, dass Inka-Kakadus sehr wählerisch bezüglich der Nistbäume sind. Nahezu alle untersuchten Nisthöhlen hatten eine Tiefe von mindestens einen Meter und jede Nisthöhle lag mindestens acht Meter über dem Erdboden. Der Boden der Nisthöhle ist meist von einer zwischen drei und fünf Zentimeter dicken Schicht aus Holzstückchen bedeckt. 
Inkakakadus konkurrieren mit einer Reihe anderer Kakaduarten um geeignete Bruthöhlen. Zu den besonders starken Nistplatzkonkurrenten zählen Rosakakadus. Es kommt gelegentlich zwischen den zwei Arten zu Mischgelegen, bei denen sich die größeren Inkakakadus jedoch durchsetzen. Es gibt eine Reihe von Fällen, in denen ein Rosakakadu im Gelege eines Inkakakadus mit herangezogen wurde.
Die Brutzeit fällt in der Regel in den Zeitraum August bis Dezember. Gelege umfassen zwischen einem und fünf Eiern. Die Brutzeit beträgt 23 bis 24 Tage. Beide Elternvögel brüten. Jungvögel verlassen mit etwa 57 Tagen das Nest. Die gerade flügge gewordenen Jungvögel werden von den Eltern zunächst in der Nähe der Nisthöhle gefüttert, bis alle Jungvögel die Nisthöhle verlassen haben. Sie suchen dann gemeinsam die verschiedenen Futterplätze auf. Sobald die Jungvögel flügge geworden sind, schließen sie sich mit anderen, noch nicht geschlechtsreifen Jungvögeln zu Schwärmen zusammen.

## Systematik
Nicholas Aylward Vigors gab dieser Kakaduart bei seiner wissenschaftlichen Erstbeschreibung das Artepitheton leadbeateri, um damit den Naturalienhändler Benjamin Leadbeater zu ehren. Benjamin Leadbeater belieferte mit seiner 1800 gegründeten Naturalienhandlung über lange Zeit das British Museum of Natural History und verfasste selbst einige ornithologische Berichte.
Die Einordnung des Inka-Kakadus in die Gattung der Eigentlichen Kakadus ist umstritten. Sie weisen eine Reihe von Charakteristika auf, die sie von den übrigen Arten der eigentlichen Kakadus unterscheidet. So sind die Nestlinge wesentlich weniger mit Primärdunen bedeckt als bei den übrigen Arten. Die Dunen sind außerdem entlang von zwei Rückenstreifen angeordnet. Auch die Bettelbewegung der Nestlinge unterscheidet sich von denen der übrigen Arten. Bei ihnen ist die Bettelbewegung nach vorne und nicht nach der Seite gerichtet. Inka-Kakadus werden deshalb gelegentlich in die Untergattung Lophocroa gestellt. Es wird aber auch diskutiert, dass man sie wie die nahe mit ihnen verwandten Rosakakadus in eine eigene Gattung einordnet.

## Mensch und Inka-Kakadu

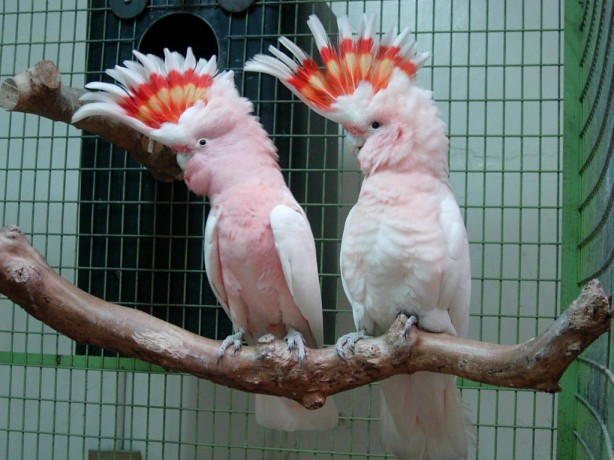
Inkakakadus sind anspruchsvolle Pfleglinge, die in der Brutzeit sehr aggressiv sein können

Inka-Kakadus sind anspruchsvolle Pfleglinge. Selbst handaufgezogen werden sie selten zahm und entwickeln keine enge Bindung an ihren Pfleger. Sie sind außerdem sehr laute Vögel. Sie verfügen über eine hohe Beißkraft und können selbst Maschendraht durchbeißen. Sie sind gleichzeitig aber außerordentlich attraktive Vögel, die gerne in Volieren gepflegt werden und für die hohe Preise gezahlt werden. Die Volieren müssen allerdings vollständig aus verschweißtem Metall bestehen, um der Nageneigung dieser Kakaduart Rechnung zu tragen.
In Australien gehört der Inkakakadu zu den am meisten gezüchteten Kakadu-Arten. Dies ist darauf zurückzuführen, dass er in seiner Heimat vollständig geschützt ist und Wildfänge nur mit besonderer Erlaubnis der Naturschutzbehörden gehalten werden dürfen. Zu Erhöhung der Populationszahlen gab es bereits Auswilderungsversuche dieser Kakaduart. Die geringe Anzahl an Jungvögeln, die in menschlicher Obhut aufwächst, ist ein Hinweis darauf, dass die Zucht nicht einfach ist. Brutpaare können während der Brutzeit sehr aggressiv werden. Das Männchen eines Inka-Kakadus, das im Perth Zoo brütete, griff wiederholt den Tierpfleger an und fügte ihm große Bisswunden zu. Außerhalb Australiens werden Inka-Kakadus nur sehr selten gehalten.

## Belege